# 東伊豆町自主運行バス
東伊豆町自主運行バス（ひがしいずちょうじしゅうんこうバス）は、静岡県東伊豆町で運行されているコミュニティバスである。東海バスが受託している。

## 現行路線
- 志津摩 - 伊豆稲取駅 - 稲取高校 - 白田海岸 - 熱川支所 - 熱川温泉 - 北川温泉 - 大川公民館

## 運賃
- 初乗りは160円で､最高200円。　運賃は後払い式で、手持ちの整理券と車内の運賃表を確認のうえ、整理券とともに運賃箱に入れる｡現金のほか、東海バスで販売の各種回数券が利用できる｡